# William Lytle Schurz

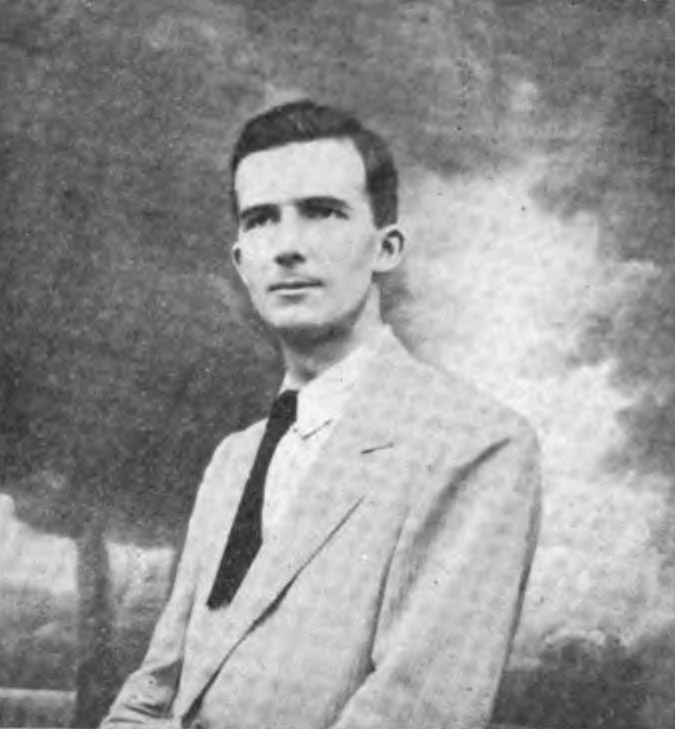
William Lytle Schurz, ca. 1916.

William Lytle Schurz (South Lebanon, 1885-Phoenix, 1962) fue un historiador estadounidense, especializado en el estudio de Latinoamérica.

## Biografía
Nació en South Lebanon, estado de Ohio, en 1885. Especializado en el estudio de Latinoamérica, fue autor de obras como Paraguay. A Commercial Handbook (Government Printing Office, 1920), Bolivia: A Commercial and Industrial Handbook (Government Printing Office, 1921), The Manilla Galleon (E. P. Dutton & Co., 1939), Latin America: A Descriptive Survey (E. P. Dutton & Co, 1941), This New World: The Civilization of Latin America (E. P. Dutton & Co., 1954) o Brazil: The Infinite Country (E. P. Dutton & Co, 1961), entre otras. Falleció en Phoenix el 25 de julio de 1962.